# Hauteville (Sabaudia)
Hauteville – miejscowość i gmina we Francji, w regionie Owernia-Rodan-Alpy, w departamencie Sabaudia.
Według danych na rok 1990 gminę zamieszkiwało 187 osób, a gęstość zaludnienia wynosiła 76 osób/km² (wśród 2880 gmin regionu Rodan-Alpy Hauteville plasuje się na 1440. miejscu pod względem liczby ludności, natomiast pod względem powierzchni na miejscu 1679.).